# Teryn Ashley
Teryn Ashley (ur. 12 grudnia 1978 w Bostonie), amerykańska tenisistka.
Zawodniczka występująca i odnosząca sukcesy głównie w turniejach cyklu ITF. Starty na międzynarodowych kortach rozpoczęła w 1998 roku biorąc udział w kwalifikacjach zarówno do zawodów ITF jak i WTA. W żadnych nie udało jej się jednak przejść kwalifikacji. Pierwszy, niewielki turniej w grze singlowej udało jej się wygrać w 2001 roku, w El Paso. W sumie wygrała cztery turnieje singlowe i dwanaście deblowych rangi ITF.
W zawodach cyklu WTA wygrała jeden turniej w grze deblowej, w 2003 roku w Auckland, w parze z Abigail Spears. W Wielkim Szlemie największy sukces odniosła w 2004 roku, pokonując w pierwszej rundzie Wimbledonu nr 45 światowego rankingu, Tinę Pisnik.

## Wygrane turnieje rangi ITF
| turnieje z pulą nagród 100 000 $ |
| turnieje z pulą nagród 75 000 $  |
| turnieje z pulą nagród 50 000 $  |
| turnieje z pulą nagród 25 000 $  |
| turnieje z pulą nagród 15 000 $  |
| turnieje z pulą nagród 10 000 $  |

### Gra pojedyncza
|    | Data       | Turniej    | Kat. | ($)    | Naw.   | Finalistka      | Wynik         |
| 1. | 27/05/2001 | El Paso    | ITF  | 10 000 | twarda | Alison Nash     | 6:1, 6:1      |
| 2. | 01/07/2001 | Lachine    | ITF  | 10 000 | twarda | Diana Srebrovic | 2:6, 6:4, 6:0 |
| 3. | 21/09/2003 | Columbus   | ITF  | 50 000 | twarda | Tara Snyder     | 6:3, 6:1      |
| 4. | 09/11/2003 | Pittsburgh | ITF  | 50 000 | twarda | Meilen Tu       | 1:6, 6:3, 6:3 |

## Wygrane turnieje WTA

### Gra podwójna
|    | Data       | Turniej               | Kat.         | ($)     | Naw.   | Partnerka      | Finalistki                   | Wynik         |
| 1. | 30/12/2002 | Auckland, ASB Classic | Kategoria IV | 140 000 | twarda | Abigail Spears | Cara Black Jelena Lichowcewa | 6:2, 2:6, 6:0 |